# Parque nacional de Foreste Casentinesi, Monte Falterona y Campigna
El Parque nacional de Foreste Casentinesi, Monte Falterona y Campigna es un parque nacional italiano creado en el año 1993. Se extiende por una superficie de alrededor de 365 kilómetros cuadrados a ambos lados de la vertiente de los Apeninos entre Romaña e Toscana, y está dividido entre las provincias de Forlì Cesena, Arezzo y Florencia.
Se extiende alrededor de la larga cresta, descendiendo de manera abrupta a lo largo de los valles paralelos del lado de Romaña y más gradualmente en el lado toscano, que tiene laderas más suaves, especialmente en la zona de Casentino, que va descendiendo poco a poco hasta el ancho valle del Arno.